# La Coupe à dix francs
Pour plus de détails, voir Fiche technique et Distribution.
La Coupe à dix francs est un film français réalisé par Philippe Condroyer et sorti en 1974.

## Synopsis
De jeunes ouvriers d'une fabrique de province doivent se faire couper les cheveux s'ils ne veulent pas être licenciés. Certains, comme André, refusent d'obéir et essaient de se défendre en recourant à un syndicaliste. Mais, en vain… Esseulé et démuni, André dissimule ses problèmes à sa famille. Parallèlement, il vit une histoire sentimentale avec une fille de la région. Un jour, pourtant, le père d'André finit par connaître la situation et exige, à son tour, que son fils aille chez le coiffeur. André acquiesce. Gravement et intimement blessé, pourtant, il se réfugie dans le silence avant de s'immoler par le feu devant l'usine. Ce film est en partie inspiré d'un fait divers.

## Fiche technique
- Titre : La Coupe à dix francs
- Réalisation et scénario : Philippe Condroyer
- Photographie : Jean-Jacques Rochut
- Montage : Marie-Claude Carliez
- Musique : Anthony Braxton[1], Antoine Duhamel[1], François Méchali
- Production : Louis Duchesne pour Paris-Cannes Productions
- Pays d'origine :  France
- Durée : 100 minutes
- Dates de sortie : 
  - Mai 1974 à la Quinzaine des réalisateurs au Festival de Cannes 1974
  - 19 février 1975 en salles

## Distribution
- Didier Sauvegrain : André
- Roseline Villaumé : Léone
- Hervé Lasseron : Marcel, un copain d'André
- Alain Noël : un copain d'André
- Jean-Pierre Frescaline : un copain d'André
- Benoit Tostain : un copain d'André
- François Valorbe : Forger, le patron
- Jean-François Dupas : Larin, le contremaître
- Gérard Victor : le concierge de l'usine
- Dominique Lavanant : la secrétaire de Forger
- Michel Fortin : Robert, le conducteur du camion
- Gilbert Bahon : le délégué syndical
- François Viaur : le receveur des PTT
- Marius Balbinot : le père d'André
- Marie Mergey : la mère d'André
- Michel Charrel : le père de Marcel
- Domergue Regor : le comte, employeur du père d'André
- Claudine Berg : la femme surprise avec le concierge

## Autour du film
- La Coupe à dix francs de Philippe Condroyer est « l'exemple d'un film non commercial, interprété par de jeunes inconnus (en premier lieu, le formidable Didier Sauvegrain), se faisant l'écho d'une réalité contemporaine à travers une attention brûlante à un fait singulier. »[3] Le réalisateur écrivit son scénario à partir d'un évènement relaté par Le Nouvel Observateur.
- Malgré un accueil favorable à la Quinzaine des réalisateurs en 1974, le film a une sortie extrêmement discrète sur les écrans parisiens. Vendu puis revendu aux enchères, La Coupe à dix francs échappe à son réalisateur. Lors des Rencontres cinématographiques de la Seine-Saint-Denis, en novembre 2012, à la suite d'un long travail de recherche de copie, le film peut, à nouveau, être projeté. Il est rediffusé en salle en 2015[1],[2].
- Florence Maillard[4] considère qu'il s'agit d'une œuvre importante du cinéma français des années 1970. Bien que le film ne soit guère nuancé lorsqu'il décrit des personnages puissants, il offre, en revanche, une ligne narrative pure et une écriture d'une concision absolue, affirme-t-elle. « Dépouillé dans sa forme, presque ascétique, La Coupe à dix francs n'en fait pas moins vibrer chaque plan par la beauté des cadres, une lumière de campagne pluvieuse, le retour de certains motifs (une route, un autocar) ou la grâce des interprètes. »[5]